# Robleda
Robleda település Spanyolországban, Salamanca tartományban. Robleda El Bodón, El Sahugo, Descargamaría, Villasrubias, Peñaparda és Fuenteguinaldo községekkel határos. Lakosainak száma 457 fő (2024).

## Népesség
A település népessége az elmúlt években az alábbi módon változott:
| Lakosok száma | 597  | 549  | 536  | 521  | 531  | 520  | 503  | 492  | 458  | 457  |
|               | 2001 | 2004 | 2007 | 2009 | 2012 | 2014 | 2017 | 2019 | 2022 | 2024 |